# Целая часть

График функции «пол» (целая часть числа)

График функции «потолок»

В математике, целая часть вещественного числа {\displaystyle x} — округление {\displaystyle x} до ближайшего целого в меньшую сторону. Целая часть числа также называется антье (фр. entier), или пол (англ. floor). Наряду с полом существует парная функция — потолок (англ. ceiling) — округление {\displaystyle x} до ближайшего целого в большую сторону.

## Обозначения и примеры
Впервые квадратные скобки ({\displaystyle [x]}) для обозначения целой части числа {\displaystyle x} использовал Гаусс в 1808 году в своём доказательстве закона квадратичной взаимности. Это обозначение считалось стандартным, пока Кеннет Айверсон в своей книге «A Programming Language», опубликованной в 1962 году, не предложил округление числа {\displaystyle x} до ближайшего целого в меньшую и большую стороны называть «пол» и «потолок» {\displaystyle x} и обозначать {\displaystyle \lfloor x\rfloor } и {\displaystyle \lceil x\rceil } соответственно.
В современной математике используются оба обозначения, {\displaystyle [x]} и {\displaystyle \lfloor x\rfloor }, однако всё более и более преимущественно применяют терминологию и обозначения Айверсона: одна из причин состоит в том, что для отрицательных чисел понятие «целая часть числа» уже является неоднозначным. Например, целая часть числа 2,7 равна 2, но на то, как определить целую часть числа −2,7, уже возможны две точки зрения: по определению, данному в этой статье, {\displaystyle [x]\equiv \lfloor x\rfloor =-3}, однако в некоторых калькуляторах функция целой части INT для отрицательных чисел определяется как INT(–x) = –INT(x), так что INT(–2,7) = −2. Терминология Айверсона лишена этих недостатков:
{\displaystyle {\begin{matrix}\lfloor 2{,}7\rfloor =2,&\lfloor -2{,}7\rfloor =-3,\\\lceil 2{,}7\rceil =3,&\lceil -2{,}7\rceil =-2.\end{matrix}}}

## Определения
Функция «пол» {\displaystyle \lfloor \cdot \rfloor \colon x\mapsto \lfloor x\rfloor } определяется как наибольшее целое, меньшее или равное {\displaystyle x}:
{\displaystyle \lfloor x\rfloor =\max\{n\in \mathbb {Z} \mid n\leqslant x\}.}
Функция «потолок» {\displaystyle \lceil \,\cdot \,\rceil \colon x\mapsto \lceil x\rceil } — это наименьшее целое, большее или равное {\displaystyle x}:
{\displaystyle \lceil x\rceil =\min\{n\in \mathbb {Z} \mid n\geqslant x\}.}
Эти определения эквивалентны следующим неравенствам (где n — целое число):
{\displaystyle {\begin{matrix}\lfloor x\rfloor =n&\Longleftrightarrow &n\leqslant x<n+1&\Longleftrightarrow &x-1<n\leqslant x,\\\lceil x\rceil =n&\Longleftrightarrow &n-1<x\leqslant n&\Longleftrightarrow &x\leqslant n<x+1.\end{matrix}}}

## Свойства
В формулах, записанных ниже, буквами {\displaystyle x} и {\displaystyle y} обозначены вещественные числа, а буквами {\displaystyle n} и {\displaystyle m} — целые.

### Пол и потолок как функции вещественной переменной
Функции пол и потолок отображают множество вещественных чисел в множество целых чисел:
{\displaystyle \lfloor \,\cdot \,\rfloor \colon \mathbb {R} \to \mathbb {Z} ,\quad \lceil \,\cdot \,\rceil \colon \mathbb {R} \to \mathbb {Z} ,\quad }
Пол и потолок — кусочно-постоянные функции.
Функции пол и потолок разрывны: во всех целочисленных точках терпят разрывы первого рода со скачком, равным единице.
При этом функция пол является:
- полунепрерывной сверху и
- непрерывной справа.

Функция потолок является:
- полунепрерывной снизу и
- непрерывной слева.

### Связь функций пол и потолок
Для произвольного числа {\displaystyle x} верно неравенство
{\displaystyle \lfloor x\rfloor \leqslant x\leqslant \lceil x\rceil }
Для целого {\displaystyle x} пол и потолок совпадают:
{\displaystyle \lfloor x\rfloor =x\quad \Longleftrightarrow \quad x\in \mathbb {Z} \quad \Longleftrightarrow \quad \lceil x\rceil =x}
Если {\displaystyle x} — не целое, то значение функции потолок на единицу больше значения функции пол:
{\displaystyle \lceil x\rceil -\lfloor x\rfloor ={\begin{cases}1,&x\notin \mathbb {Z} \\0,&x\in \mathbb {Z} \end{cases}}}
Функции пол и потолок являются отражениями друг друга от обеих осей:
{\displaystyle \lfloor -x\rfloor =-\lceil x\rceil ,\quad \lceil -x\rceil =-\lfloor x\rfloor }

### Пол/потолок: неравенства
Любое неравенство между вещественным и целым числами равносильно неравенству с полом и потолком между целыми числами
:
{\displaystyle {\begin{matrix}n\leqslant x&\Longleftrightarrow &n\leqslant \lfloor x\rfloor &\qquad x\leqslant n&\Longleftrightarrow &\lceil x\rceil \leqslant n\\n<x&\Longleftrightarrow &n<\lceil x\rceil &\qquad x<n&\Longleftrightarrow &\lfloor x\rfloor <n\end{matrix}}}
Два верхних неравенства являются непосредственными следствиями определений пола и потолка, а два нижние — обращение верхних от противного.
Функции пол/потолок являются монотонно возрастающими функциями:
{\displaystyle x\leqslant y\Rightarrow \lfloor x\rfloor \leqslant \lfloor y\rfloor ,\quad x\leqslant y\Rightarrow \lceil x\rceil \leqslant \lceil y\rceil }

### Пол/потолок: сложение
Целочисленное слагаемое можно вносить/выносить за скобки пола/потолка
:
{\displaystyle \lfloor x+n\rfloor =\lfloor x\rfloor +n,\quad \lceil x+n\rceil =\lceil x\rceil +n}
Предыдущие равенства, вообще говоря, не выполняются, если оба слагаемых — вещественные числа. Однако и в этом случае справедливы неравенства:
{\displaystyle \lfloor x\rfloor +\lfloor y\rfloor \leqslant \lfloor x+y\rfloor \leqslant \lfloor x\rfloor +\lfloor y\rfloor +1,\quad \lceil x\rceil +\lceil y\rceil -1\leqslant \lceil x+y\rceil \leqslant \lceil x\rceil +\lceil y\rceil }

### Пол/потолок под знаком функции
Имеет место следующее предложение:
Пусть {\displaystyle f(x)} — непрерывная монотонно возрастающая функция, определенная на некотором промежутке, обладающая свойством:
{\displaystyle f(x)\in \mathbb {Z} \Rightarrow x\in \mathbb {Z} }
Тогда
{\displaystyle \lfloor f(x)\rfloor =\lfloor f(\lfloor x\rfloor )\rfloor ,\quad \lceil f(x)\rceil =\lceil f(\lceil x\rceil )\rceil }
всякий раз, когда определены {\displaystyle f(x),f(\lfloor x\rfloor ),f(\lceil x\rceil )}.
В частности,
{\displaystyle \left\lfloor {\frac {x+m}{n}}\right\rfloor =\left\lfloor {\frac {\left\lfloor x\right\rfloor +m}{n}}\right\rfloor ,\quad \left\lceil {\frac {x+m}{n}}\right\rceil =\left\lceil {\frac {\left\lceil x\right\rceil +m}{n}}\right\rceil }
если {\displaystyle m} и {\displaystyle n} — целые числа, и {\displaystyle n>0}.

### Пол/потолок: суммы
Если {\displaystyle m,n} — целые числа, {\displaystyle m>0}, то

{\displaystyle n=\left\lfloor {\frac {n}{m}}\right\rfloor +\left\lfloor {\frac {n+1}{m}}\right\rfloor +\dots +\left\lfloor {\frac {n+m-1}{m}}\right\rfloor }
Вообще, если {\displaystyle x} — произвольное вещественное число, а {\displaystyle m} — целое положительное, то
{\displaystyle \lfloor mx\rfloor =\left\lfloor x\right\rfloor +\left\lfloor x+{\frac {1}{m}}\right\rfloor +\dots +\left\lfloor x+{\frac {m-1}{m}}\right\rfloor }
Имеет место более общее соотношение
:
{\displaystyle \sum _{0\leqslant k<m}\left\lfloor {\frac {nk+x}{m}}\right\rfloor =d\left\lfloor {\frac {x}{d}}\right\rfloor +{\frac {(m-1)(n-1)}{2}}+{\frac {d-1}{2}},\quad d=(m,n)}
Так как правая часть этого равенства симметрична относительно {\displaystyle m} и {\displaystyle n}, то справедлив следующий закон взаимности:
{\displaystyle \sum _{0\leqslant k<m}\left\lfloor {\frac {nk+x}{m}}\right\rfloor =\sum _{0\leqslant k<n}\left\lfloor {\frac {mk+x}{n}}\right\rfloor ,\quad m,n>0}

### Разложимость в ряд
Тривиальным образом функция антье раскладывается в ряд с помощью функции Хевисайда:
{\displaystyle [x]=\sum _{n=-\infty }^{+\infty }n\left(\theta (x-n)-\theta (x-n-1)\right),}
где каждое слагаемое ряда создаёт характерные «ступеньки» функции. Этот ряд сходится абсолютно, однако ошибочное преобразование его слагаемых может привести к «упрощённому» ряду
{\displaystyle \sum _{n=-\infty }^{+\infty }\theta \left(x-n\right),}
который расходится.

## Применение
Целочисленные функции пол/потолок находят широкое применение в дискретной математике и теории чисел. Ниже приведены некоторые примеры использования этих функций.

### Количество цифр в записи числа
Количество цифр в записи целого положительного числа в позиционной системе счисления с основанием b равно

{\displaystyle \lfloor \log _{b}n\rfloor +1}

### Округление
Ближайшее к {\displaystyle x} целое число может быть определено по формуле
{\displaystyle (x)=\lfloor x+0{,}5\rfloor }

### Бинарная операция mod
Операция «остаток по модулю», обозначаемая {\displaystyle x{\bmod {y}}}, может быть определена с помощью функции пола следующим образом. Если {\displaystyle x,y} — произвольные вещественные числа, и {\displaystyle y\neq 0}, то неполное частное от деления {\displaystyle x} на {\displaystyle y} равно
{\displaystyle \lfloor x/y\rfloor },
а остаток
{\displaystyle x\,{\bmod {\,}}y=x-y\lfloor x/y\rfloor }

### Дробная часть
Дробная часть вещественного числа {\displaystyle x} по определению равна
{\displaystyle \{x\}=x\,{\bmod {\,}}1=x-\lfloor x\rfloor }

### Количество целых точек промежутка
Требуется найти количество целых точек в замкнутом промежутке с концами {\displaystyle \alpha } и {\displaystyle \beta }, то есть количество целых чисел {\displaystyle n}, удовлетворяющий неравенству
{\displaystyle \alpha \leqslant n\leqslant \beta }
В силу свойств пол/потолка, это неравенство равносильно
{\displaystyle \lceil \alpha \rceil \leqslant n\leqslant \lfloor \beta \rfloor }.
Это есть число точек в замкнутом промежутке с концами {\displaystyle \lceil \alpha \rceil } и {\displaystyle \lfloor \beta \rfloor }, равное {\displaystyle \lfloor \beta \rfloor -\lceil \alpha \rceil +1}.
Аналогично можно подсчитать количество целых точек в других типах промежутков. Сводка результатов приведена ниже
.
{\displaystyle \#\{n\in \mathbb {Z} \colon \alpha \leqslant n\leqslant \beta \}=\lfloor \beta \rfloor -\lceil \alpha \rceil +1}
{\displaystyle \#\{n\in \mathbb {Z} \colon \alpha \leqslant n<\beta \}=\lceil \beta \rceil -\lceil \alpha \rceil }
{\displaystyle \#\{n\in \mathbb {Z} \colon \alpha <n\leqslant \beta \}=\lfloor \beta \rfloor -\lfloor \alpha \rfloor }
{\displaystyle \#\{n\in \mathbb {Z} \colon \alpha <n<\beta \}=\lceil \beta \rceil -\lfloor \alpha \rfloor -1}
(Через {\displaystyle \#M} обозначена мощность множества {\displaystyle M}).
Первые три результата справедливы при всех {\displaystyle \alpha \leqslant \beta }, а четвёртый — только при {\displaystyle \alpha <\beta }.

### Теорема Рэлея о спектре
Пусть {\displaystyle \alpha } и {\displaystyle \beta } — положительные иррациональные числа, связанные соотношением

{\displaystyle {\frac {1}{\alpha }}+{\frac {1}{\beta }}=1.}
Тогда в ряду чисел
{\displaystyle \lfloor \alpha \rfloor ,\lfloor \beta \rfloor ,\lfloor 2\alpha \rfloor ,\lfloor 2\beta \rfloor ,\ldots ,\lfloor m\alpha \rfloor ,\lfloor m\beta \rfloor ,\ldots }
каждое натуральное {\displaystyle n\in \mathbb {N} } встречается в точности один раз.
Иными словами, последовательности
{\displaystyle \{m\alpha \mid m\in \mathbb {N} \}} и {\displaystyle \{m\beta \mid m\in \mathbb {N} \}},
называемые последовательностями Битти, образуют разбиение натурального ряда.

## В информатике

### В Юникоде
В Юникоде есть символы ⌊ (LEFT FLOOR, U+230A) и ⌋ (RIGHT FLOOR, U+230B).

### В языках программирования
Во многих языках программирования существуют встроенные функции пола/потолка  floor(), ceil().

### В системах вёрстки
В TeX (и LaTeX) для символов пола/потолка {\displaystyle \lfloor }, {\displaystyle \rfloor }, {\displaystyle \lceil }, {\displaystyle \rceil } существуют специальные команды: \lfloor, \rfloor, \lceil, \rceil. Поскольку wiki использует LaTeX для набора математических формул, то и в данной статье использованы именно эти команды.